# Néstor Pitana
Néstor Pitana (født 17. juni 1975) er en argentinsk fodbolddommer og tidligere skuespiller, som på internationalt niveau har dømt ved VM i fodbold 2014 og ved Copa América 2015. Pitana dømte desuden åbningskampen ved VM i fodbold 2018 mellem Rusland og Saudi-Arabien.